# Xã Marion, Quận Owen, Indiana
Xã Marion (tiếng Anh: Marion Township) là một xã thuộc quận Owen, tiểu bang Indiana, Hoa Kỳ. Năm 2010, dân số của xã này là 916 người.